# Hocalar (district)
Hocalar is een Turks district in de provincie Afyonkarahisar en telt 11.683 inwoners (2007). Het district heeft een oppervlakte van 555,5 km².
De bevolkingsontwikkeling van het district is weergegeven in onderstaande tabel.
| 1997   | 2000   | 2007   |
| ------ | ------ | ------ |
| 12.217 | 12.824 | 11.683 |